# 겉보기등급

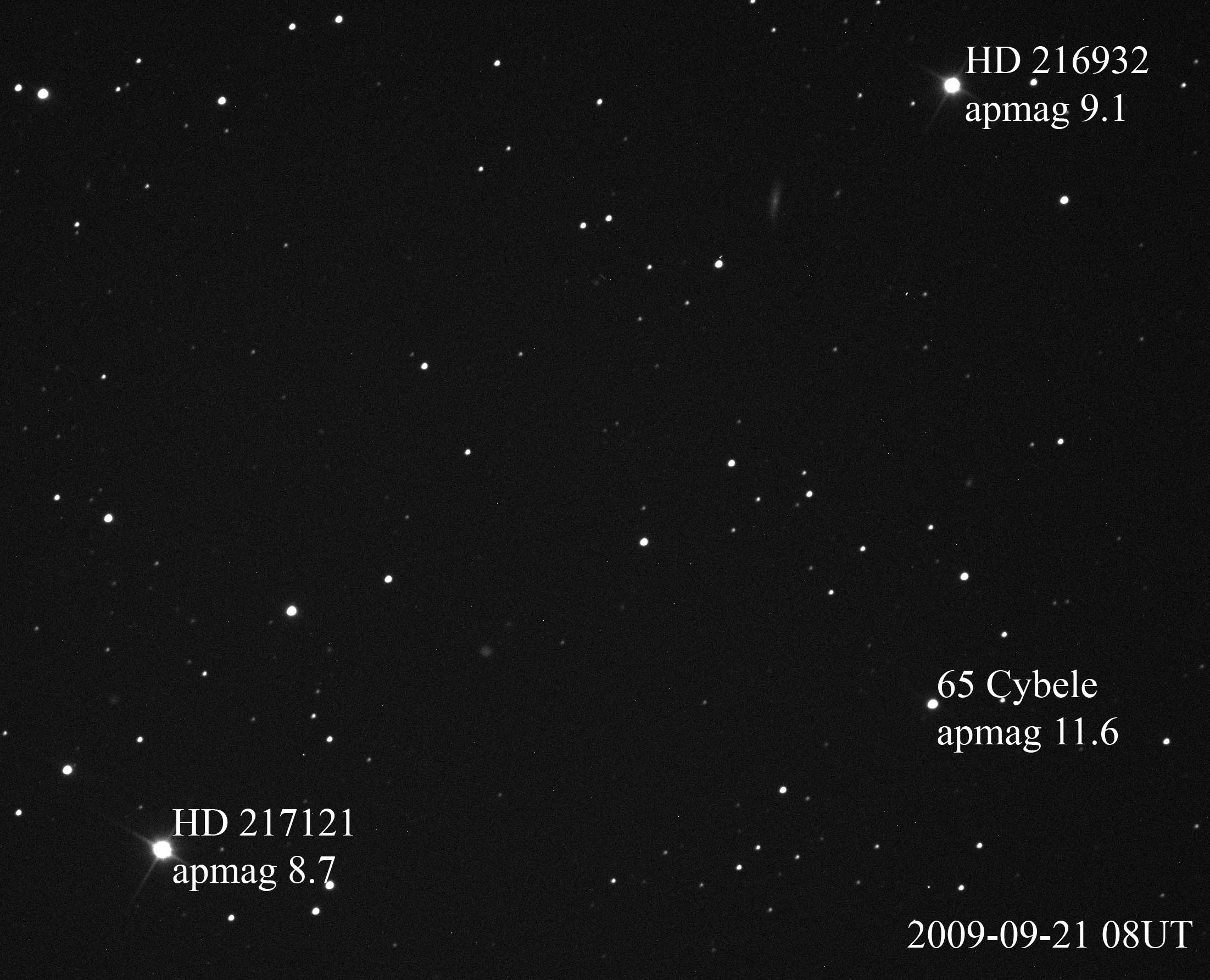
소행성 Cybele와 (겉보기등급 +11.6)과 HD 217121 (겉보기등급 +8.7)과 HD 216932 (겉보기등급 +9.1)의 겉보기등급을 비교했다. 두 항성은 50mm 이상의 쌍안경으로 보인다. 이 사진 오른쪽 위 HD 216932 주위에 은하 LEDA 194570과 LEDA 101645가 보인다.

겉보기등급(영어: Apparent magnitude) 또는 실시등급(實視等級)은 별의 밝기를 측정하는 단위이다. 천문학자 히파르코스가 눈으로 보았을 때 가장 밝은 별을 1등급, 가장 어두운 별을 6등급으로 해서 구분한 것이 시초이다. 그리고 19세기에 이르러 영국의 노먼 포그슨이 빛 측정장치를 이용하여 1등급 별의 밝기는 6등급 별의 밝기의 약 100배 임을 밝혀냈다. 이를 근거로 현대 천문학에서는 6등급을 1등급보다 100배 어두운 별로 정의한다. 즉, 1등급 별보다 2등급 별은 1001/5 = 약 2.512배 어둡다.
절대등급은 항성의 본래의 밝기이며, 지구로부터 10파섹(약 32.6광년)의 거리에 두었다고 가정했을 때의 밝기이다. 겉보기등급이 가장 높은 천체는 태양인데, 태양의 경우 절대등급은 4.8등급이고, 겉보기등급은 -26.8등급이다.
안시등급(眼視等級)은 맨 눈으로 보았을 때의 등급이며, 겉보기등급은 맨 눈, 망원경, 사진건판, 액티브 픽셀 센서, 전하결합소자 등을 포함하여 보았을 때 등급이다.

## 식
| 안시 유무 | 겉보기 등급 | 베가와 밝기 비교 | 밤에 겉보기등급보다 밝은 별 개수                        |
| --------- | ----------- | ---------------- | ------------------------------------------------------- |
| 예        | −1.0        | 251%             | 1 (시리우스)                                            |
| 예        | 00.0        | 100%             | 4 (시리우스, 카노푸스, 센타우루스자리 알파, 아크투루스) |
| 예        | 01.0        | 40%              | 15                                                      |
| 예        | 02.0        | 16%              | 48                                                      |
| 예        | 03.0        | 6.3%             | 171                                                     |
| 예        | 04.0        | 2.5%             | 513                                                     |
| 예        | 05.0        | 1.0%             | 1602                                                    |
| 예        | 06.0        | 0.4%             | 4800                                                    |
| 예        | 06.5        | 0.25%            | 9100                                                    |
| 아니오    | 07.0        | 0.16%            | 14000                                                   |
| 아니오    | 08.0        | 0.063%           | 42000                                                   |
| 아니오    | 09.0        | 0.025%           | 121000                                                  |
| 아니오    | 10.0        | 0.010%           | 340000                                                  |

### 겉보기등급과 절대등급
지구로부터 {\displaystyle d} 파섹의 거리에 있는 천체의 겉보기 등급 {\displaystyle m} 와 절대등급 {\displaystyle M}의 사이에는
{\displaystyle M=m-5(\log _{10}{d}-1)\!\,}
{\displaystyle d=10^{\frac {m-M+5}{5}}}
의 관계가 있다.

### 두 별의 밝기 차이
두 별의 밝기 차이에는
{\displaystyle m_{x}=-5\log _{100}\left({\frac {F_{x}}{F_{x,0}}}\right),}
의 관계가 있다. 이 식을 상용로그로 바꾼 다면,
{\displaystyle m_{x}=-2.5\log _{10}\left({\frac {F_{x}}{F_{x,0}}}\right),}
로 나타낼 수 있다. 식을 정리하면
{\displaystyle {\frac {F_{2}}{F_{1}}}=100^{\frac {\Delta m}{5}}=10^{0.4\Delta m}\approx 2.512^{\Delta m}.}
로 나타낼 수 있다.

### 예시: 태양과 달
| 망원경 구경 (mm) | 한계등급 |
| ---------------- | -------- |
| 35               | 11.3     |
| 60               | 12.3     |
| 102              | 13.3     |
| 152              | 14.1     |
| 203              | 14.7     |
| 305              | 15.4     |
| 406              | 15.7     |
| 508              | 16.4     |

태양은 보름달의 밝기의 몇 배 밝은 것인가?
태양(밝은 천체)의 겉보기 등급은 −26.74이다. 보름달(어두운 천체)의 평균 등급은 −12.74이다.
밝기 차이
{\displaystyle x=m_{1}-m_{2}=(-12.74)-(-26.74)=14.00.}
밝기 양
{\displaystyle v_{b}=10^{0.4x}=10^{0.4\times 14.00}\approx 398\,107.17.}
태양은 보름달 보다 400000배 밝다.

## 겉보기등급 표
나열된 규모 중 일부는 근사치다. 망원경 감도는 노출 시간, 빛의 통과 대역, 산란 및 대기광으로 인한 간섭광에 따라 달라진다.
| 밝기     | 천체 | 기준점 | 비고 |
| -------- | --- | --- | --- |
| −67.57   | 감마선 폭발 GRB 080319B | 1 AU | 지구에서 볼 때 태양보다 2경 배 이상 밝을 것이다. |
| −41.39   | 백조자리 OB2-12 | 1 AU | |
| −40.67   | M33-013406.63 | 1 AU | |
| –40.17   | 용골자리 에타 A | 1 AU | |
| −40.07   | 전갈자리 제타1 | 1 AU | |
| −39.66   | R136a1 | 1 AU | |
| –39.47   | 백조자리 P | 1 AU | |
| −38.00   | 리겔 | 1 AU | 35 ° 시지름의 커다랗고 밝은 청색의 원반으로 보일 것이다. |
| −30.30   | 시리우스 A | 1 AU | |
| −29.30   | 태양 | 근일점의 수성 | |
| −27.40   | 태양 | 근일점의 금성 | |
| −26.74   | 태양 | 지구 | 보름달 보다 400,000배 밝다. |
| −25.60   | 태양 | 원일점의 화성 | |
| −25.00   | 일반적인 눈에 약간의 통증을 일으키는 최소 밝기. | 일반적인 눈에 약간의 통증을 일으키는 최소 밝기. | 일반적인 눈에 약간의 통증을 일으키는 최소 밝기. |
| −23.00   | 태양 | 원일점의 목성 | |
| −21.70   | 태양 | 원일점의 토성 | |
| −20.20   | 태양 | 원일점의 천왕성 | |
| −19.30   | 태양 | 해왕성 | |
| −18.20   | 태양 | 원일점의 명왕성 | |
| −17.70   | 지구 | 달 | 달에서 지구조를 볼 때 |
| −16.70   | 태양 | 원일점의 에리스 | |
| −14.2    | 1 럭스의 밝기 | 1 럭스의 밝기 | 1 럭스의 밝기 |
| −12.90   | 보름달 | 근일점의 지구 | 근지점+근일점 보름달의 최대 밝기 (평균 거리 등급은 −12.74다. 시라이거 효과를 포함한다면, 등급이 0.18 더 밝아질것이다.)                                                          |
| −12.40   | 베텔게우스 | 지구 | 초신성 폭발 시 |
| −11.20   | 태양 | 원일점의 90377 세드나 | |
| −10      | 이케야-세키 혜성 | 지구 | 지난 1천 년간 가장 밝은 크로이츠 혜성군에 속한다. (1965년) |
| −9.50    | 이리듐 인공위성 플레어 | 지구 | 최대 밝기 |
| −9 ~ −10 | 포보스 | 화성 | 최대 밝기 |
| −7.50    | 초신성 1006 | 지구 | 역사에 기록된 가장 밝은 초신성 폭발 사건. (7200 광년의 거리) |
| −6.80    | 센타우루스자리 알파 A | 센타우루스자리 프록시마 b | [ 16 ] |
| −6.50    | 밤하늘의 전체 통합 등급 | 지구 | |
| −6.00    | 초신성 1054 | 지구 | 6500 광년의 거리 |
| −5.9     | 국제우주정거장 | 근지점의 지구 | 완전히 태양에 의해 반사 될 경우 |
| −4.92    | 금성 | 지구 | 초승달 모양의 금성일 경우 (최대 밝기) |
| −4.14    | 금성 | 지구 | 평균 밝기 |
| −4.00    | 낮 시간 중 맨눈으로 간신히 보이는 별 | 낮 시간 중 맨눈으로 간신히 보이는 별 | 낮 시간 중 맨눈으로 간신히 보이는 별 |
| −3.99    | 아다라 | 지구 | 역사상 가장 밝은 별인 약 470만 년 전 최대 밝기. 앞으로 500만 년안에 더 밝은 별은 지구 근처에 나타나지 않을 것이다. (지구와 34광년 거리)                                         |
| −2.98    | 금성 | 지구 | 합 일 경우, 최소 밝기 |
| −2.94    | 목성 | 지구 | 최대 밝기 |
| −2.94    | 화성 | 지구 | 최대 밝기 |
| −2.50    | 태양이 지평선보다 10 ° 아래에 있을 때 육안으로 보이는 희미한 천체 | 태양이 지평선보다 10 ° 아래에 있을 때 육안으로 보이는 희미한 천체 | 태양이 지평선보다 10 ° 아래에 있을 때 육안으로 보이는 희미한 천체 |
| −2.50    | 신월 | 지구 | 최소 밝기 |
| −2.48    | 수성 | 지구 | 외합 일 경우, 최대 밝기 |
| −2.20    | 목성 | 지구 | 평균 밝기 |
| −1.66    | 목성 | 지구 | 최소 밝기 |
| −1.47    | 시리우스 | 지구 | 가시광선으로 본 태양을 제외하고 가장 밝은 별. |
| −0.83    | 용골자리 에타 | 지구 | 1843년 3월 11일, 14일 당시 |
| −0.72    | 카노푸스 | 지구 | 두번째로 밝은 별. |
| −0.55    | 토성 | 지구 | 고리가 전부 펼쳐지고, 충과 근일점의 최대 밝기 (2003년) |
| −0.3     | 핼리 혜성 | 지구 | 2061년 근접할 시, 예측 |
| −0.27    | 센타우루스자리 알파 AB | 지구 | 항성계이며, 전체 밝기 (세번째로 밝은 별) |
| −0.04    | 아크투루스 | 지구 | 네번째로 밝은 별 |
| −0.01    | 센타우루스자리 알파 A | 지구 | 망원경으로 봤을 경우, 네번째로 밝은 개개의 별 |
| +0.03    | 베가 | 지구 | 밝기의 기준 |
| +0.23    | 수성 | 지구 | 평균 밝기 |
| +0.46    | 토성 | 지구 | 평균 밝기 |
| +0.46    | 태양 | 센타우루스자리 알파 | |
| +0.71    | 화성 | 지구 | 평균 밝기 |
| +0.90    | 달 | 화성 | 최대 밝기 |
| 1.17     | 토성 | 지구 | 최소 밝기 |
| 1.33     | 센타우루스자리 알파 B | 지구 | |
| 1.86     | 화성 | 지구 | 최소 밝기 |
| 1.98     | 폴라리스 | 지구 | 평균 밝기 |
| 3.03     | 초신성 1987A | 지구 | |
| 3 ~ 4    | 육안으로 도시 인근에서 간신히 보이는 별 | 육안으로 도시 인근에서 간신히 보이는 별 | 육안으로 도시 인근에서 간신히 보이는 별 |
| 3.44     | 안드로메다 은하 | 지구 | M31 |
| 4        | 오리온 성운 | 지구 | M42 |
| 4.38     | 가니메데 | 지구 | 최대 밝기 |
| 4.50     | 메시에 41 | 지구 | [ 27 ] |
| 4.5      | 궁수자리 왜소타원은하 | 지구 | 최대 밝기 |
| 5.20     | 4 베스타 | 지구 | 최대 밝기 |
| 5.38     | 천왕성 | 지구 | 최대 밝기 |
| 5.68     | 천왕성 | 지구 | 평균 밝기 |
| 5.72     | 삼각형자리 은하 | 지구 | 광공해가 없는 매우 어두운 하늘 일 경우 볼 수 있다. |
| 5.8      | 감마선 폭발 GRB 080319B | 지구 | 2008년 3월 19일의 최대 밝기, 75억 광년 거리 (the "Clarke Event") |
| 6.03     | 천왕성 | 지구 | 최소 밝기 |
| 6.49     | 2 팔라스 | 지구 | 최대 밝기 |
| 6.50     | 매우 좋은 환경에서 평균적으로 맨 눈의 관찰자가 볼 수 있는 별의 한계. 6.5등급까지 약 9,500개의 별이 있다.                                                                        | 매우 좋은 환경에서 평균적으로 맨 눈의 관찰자가 볼 수 있는 별의 한계. 6.5등급까지 약 9,500개의 별이 있다.                                                                        | 매우 좋은 환경에서 평균적으로 맨 눈의 관찰자가 볼 수 있는 별의 한계. 6.5등급까지 약 9,500개의 별이 있다.                                                                        |
| 6.64     | 세레스 | 지구 | 최대 밝기 |
| 6.75     | 7 이리스 | 지구 | 최대 밝기 |
| 6.90     | 보데 은하 | 지구 | 육안으로 볼 수 있는 극한의 한계와 보틀 등급의 한계다. |
| 7.25     | 수성 | 지구 | 최소 밝기 |
| 7.67     | 해왕성 | 지구 | 최대 밝기 |
| 7.78     | 해왕성 | 지구 | 평균 밝기 |
| 8.00     | 해왕성 | 지구 | 최소 밝기 |
| 8        | 육안으로 볼 수 있는 극한의 한계 등급, 보틀 등급의 1급, 완전 검은 하늘의 지구 | 육안으로 볼 수 있는 극한의 한계 등급, 보틀 등급의 1급, 완전 검은 하늘의 지구 | 육안으로 볼 수 있는 극한의 한계 등급, 보틀 등급의 1급, 완전 검은 하늘의 지구 |
| 8.10     | 타이탄 | 지구 | 최대 밝기, 평균 충 등급은 8.4다 |
| 8.29     | 방패자리 UY | 지구 | 최대 밝기, 반지름의 가장 큰 별로 알려짐 |
| 8.94     | 10 히기에이아 | 지구 | 최대 밝기 |
| 9.50     | 일반적인 조건에서 보통의 7 × 50 쌍안경을 사용하여 보이는 가장 희미한 천체 | 일반적인 조건에서 보통의 7 × 50 쌍안경을 사용하여 보이는 가장 희미한 천체 | 일반적인 조건에서 보통의 7 × 50 쌍안경을 사용하여 보이는 가장 희미한 천체 |
| 10.20    | 이아페투스 | 지구 | 최대 밝기, (토성의 서쪽의 있을 때 가장 밝다.) |
| 11.05    | 센타우루스자리 프록시마 | 지구 | 두번째로 가까운 별 |
| 11.8     | 포보스 | 지구 | 최대 밝기, 화성의 위성 |
| 12.23    | R136a1 | 지구 | 가장 밝은 별과 무거운 별로 알려짐 |
| 12.89    | 데이모스 | 지구 | 최대 밝기, 화성의 위성 |
| 12.91    | 퀘이사 3C 273 | 지구 | 밝은 퀘이사 |
| 13.42    | 트리톤 | 지구 | 최대 밝기 |
| 13.65    | 명왕성 | 지구 | 최대 밝기, 6.5등급보다 725배 희미하다 |
| 13.9     | 티타니아 | 지구 | 가장 뜨거운 별 |
| 14.1     | WR 102 | 지구 | 최대 밝기, 천왕성에서 가장 밝은 위성 |
| 15.40    | 2060 키론 | 지구 | 최대 밝기 |
| 15.55    | 카론 | 지구 | 최대 밝기 |
| 16.80    | 마케마케 | 지구 | 현재 충 밝기 |
| 17.27    | 하우메아 | 지구 | 현재 충 밝기 |
| 18.70    | 에리스 | 지구 | 현재 충 밝기 |
| 19.5     | 카탈리나 천체 탐사 0.7미터 망원경을 30초간 노출하여 볼 수 있는 가장 희미한 천체, 소행성 지상충돌 최종 경보 시스템의 대략적인 극한의 등급이다.                                   | 카탈리나 천체 탐사 0.7미터 망원경을 30초간 노출하여 볼 수 있는 가장 희미한 천체, 소행성 지상충돌 최종 경보 시스템의 대략적인 극한의 등급이다.                                   | 카탈리나 천체 탐사 0.7미터 망원경을 30초간 노출하여 볼 수 있는 가장 희미한 천체, 소행성 지상충돌 최종 경보 시스템의 대략적인 극한의 등급이다.                                   |
| 20.70    | 칼리로에 | 지구 | 목성의 ~ 8km 작은 위성 |
| 22.00    | CCD 검출기를 사용하여 24 인치 (600mm) 리치-크레티앙 망원경으로 가시광선을 볼 수 있는 가장 희미한 천체. 그 천체는 30분을 (각각 300 초에 6 개의 서브 프레임으로) 누적한 사진이다. | CCD 검출기를 사용하여 24 인치 (600mm) 리치-크레티앙 망원경으로 가시광선을 볼 수 있는 가장 희미한 천체. 그 천체는 30분을 (각각 300 초에 6 개의 서브 프레임으로) 누적한 사진이다. | CCD 검출기를 사용하여 24 인치 (600mm) 리치-크레티앙 망원경으로 가시광선을 볼 수 있는 가장 희미한 천체. 그 천체는 30분을 (각각 300 초에 6 개의 서브 프레임으로) 누적한 사진이다. |
| 22.8     | 루만 16 | 지구 | 가장 가까운 갈색왜성 (루만 16A=23.25, 루만 16B=24.07) |
| 22.91    | 히드라 | 지구 | 최대 밝기 |
| 23.38    | 닉스 | 지구 | 최대 밝기 |
| 24.00    | 판-스타스 1.8미터 망원경을 60초간 노출하여 볼 수 있는 가장 희미한 천체 | 판-스타스 1.8미터 망원경을 60초간 노출하여 볼 수 있는 가장 희미한 천체 | 판-스타스 1.8미터 망원경을 60초간 노출하여 볼 수 있는 가장 희미한 천체 |
| 25.00    | 펜리르 | 지구 | 토성의 ~ 4km 작은 위성 |
| 25.3     | TNO 2018 AG37 | 지구 | 태양계 안에서 태양을 기준으로 가장 멀리 알려져 있는 관측 가능 천체, 132 AU 거리                                                                                                 |
| 26.2     | TNO 2015 TH367 | 지구 | 태양계 안에서 태양을 기준으로 90 AU에 있는 천체, 맨 눈으로 보는 것보다 7500만 배 희미하다.                                                                                      |
| 27.70    | 스바루 망원경같이 8 미터 지름의 지상 망원경과 10시간 노출하여 볼 수 있는 가장 희미한 천체                                                                                       | 스바루 망원경같이 8 미터 지름의 지상 망원경과 10시간 노출하여 볼 수 있는 가장 희미한 천체                                                                                       | 스바루 망원경같이 8 미터 지름의 지상 망원경과 10시간 노출하여 볼 수 있는 가장 희미한 천체                                                                                       |
| 28.20    | 핼리 혜성 | 지구 | 태양으로부터 28 AU 거리, 2003년 |
| 28.4     | 소행성 2003 BH91 | 지구 | 2003년에 허블 우주망원경이 발견한 카이퍼 대 ≈15 킬로미터의 가장 희미한 소행성                                                                                                   |
| 29.4     | JADES-GS-z13-0 | 지구 | 제임스 웹 우주망원경이 발견함. 가장 멀리 발견된 물체 중 하나. |
| 31.50    | 허블 우주망원경의 10년 동안 수집 되고, 총 23일 노출하여 얻은 허블 익스트림 딥 필드를 통해 가시광선으로 본 가장 희미한 천체                                                      | 허블 우주망원경의 10년 동안 수집 되고, 총 23일 노출하여 얻은 허블 익스트림 딥 필드를 통해 가시광선으로 본 가장 희미한 천체                                                      | 허블 우주망원경의 10년 동안 수집 되고, 총 23일 노출하여 얻은 허블 익스트림 딥 필드를 통해 가시광선으로 본 가장 희미한 천체                                                      |
| 34       | 제임스 웹 우주망원경의 가시광선으로 본 가장 희미한 천체 | 제임스 웹 우주망원경의 가시광선으로 본 가장 희미한 천체 | 제임스 웹 우주망원경의 가시광선으로 본 가장 희미한 천체 |
| 35.00    | 이름 미정의 소행성 | 지구 | 가장 희미한 소행성으로 예상, 2009년에 허블 우주망원경이 발견한 카이퍼 벨트의 950 미터의 엄폐한 소행성                                                                           |
| 35.00    | LBV 1806-20 | 지구 | 이 별과 지구 사이 우주 공간에 있는 성간매질이 가시광선을 차단하기 때문에 등급이 낮다.                                                                                           |

## 같이 보기
- 절대등급
- 겉보기등급 순 항성 목록